# Sumset
加法的組合せ論において、加法群 G の 2つの部分集合 A と B の和（わ、英: sum）とは、A と B の元ごとの和全体の成す集合
{\displaystyle A+B=\{a+b:a\in A,b\in B\}}
を言う。同じものを、アフィン幾何学周辺分野ではミンコフスキー和 (Minkowski sum) とも呼ぶ。例えば線型代数学において、二つの線型部分空間 U, V の和空間(sum space) U + V はこの意味の和集合として定義される。
A の n-重反復和集合 (n-fold iterated sumset)（n-倍集合）とは
{\displaystyle nA=\underbrace {A+\dotsb +A} _{n}}
のこととする（ここで、n は右辺の項数である）。
加法的組合せ論や加法的数論の多くの問題や結果を、この和集合を用いて言い表すことができる。例えば、ラグランジュの四平方定理は次の形で表すことができる。
{\displaystyle 4\Box =\mathbb {N} .}
ここに、{\displaystyle \Box } は平方数全体の成すの集合、N は自然数全体の成す集合である。多くの研究がなされる主題として、"small doubling"（小さい倍化）を持つ集合（すなわち、2-倍集合 A + A の大きさが（A に比べて）小さくなるような集合 A）の問題がある。フレイマンの定理(Freiman's theorem)の例を参照。